# Especies de Dalbergia

## A
- Dalbergia abbreviata Craib
- Dalbergia abrahamii Bosser & R. Rabev.
- Dalbergia acariiantha Harms
- Dalbergia acuta Benth.
- Dalbergia acutifoliolata Mendonca & Sousa
- Dalbergia adami Berhaut
- Dalbergia afzeliana G. Don
- Dalbergia albertisii Prain
- Dalbergia albiflora Hutch. & Dalziel
- Dalbergia altissima Baker f.
- Dalbergia amazonica (Radlk.) Ducke
- Dalbergia andapensis Bosser & R. Rabev.
- Dalbergia arbutifolia Baker
- Dalbergia armata E. Mey.
- Dalbergia assamica Benth.
- Dalbergia aurea Bosser & R. Rabev.

## B
- Dalbergia bakeri Baker
- Dalbergia balansae Prain
- Dalbergia bariensis Pierre
- Dalbergia baronii Baker
- Dalbergia bathiei R. Vig.
- Dalbergia beccarii Prain
- Dalbergia beddomei Thoth.
- Dalbergia benthamii Prain
- Dalbergia bignonae Berhaut
- Dalbergia bintuluensis Sunarno & Ohashi
- Dalbergia boehmii Taub.
- Dalbergia bojeri Drake
- Dalbergia boniana Gagnep.
- Dalbergia borneensis Prain
- Dalbergia brachystachya Bosser & R. Rabev.
- Dalbergia bracteolata Baker
- Dalbergia brasiliensis Vogel
- Dalbergia brownei (Jacq.) Urb.
- Dalbergia burmanica Prain

## C
- Dalbergia calderonii Standl.
- Dalbergia calycina Benth.
- Dalbergia cambodiana Pierre
- Dalbergia campenonii Drake
- Dalbergia cana Kurz
- Dalbergia candenatensis (Dennst.) Prain
- Dalbergia canescens (Elmer) Merr.
- Dalbergia capuronii Bosser & R. Rabev.
- Dalbergia carringtoniana Sousa
- Dalbergia catingicola Harms
- Dalbergia cearensis Ducke
- Dalbergia chapelieri Baill.
- Dalbergia chlorocarpa R. Vig.
- Dalbergia chontalensis Standl. & L.O. Williams
- Dalbergia clarkei Thoth.
- Dalbergia cochinchinenis Laness.
- Dalbergia cochinchinensis Pierre
- Dalbergia commiphoroides Baker f.
- Dalbergia confertiflora Benth.
- Dalbergia congensis Baker f.
- Dalbergia congesta Wight & Arn.
- Dalbergia congestiflora Pittier
- Dalbergia coromandeliana Prain
- Dalbergia crispa Hepper
- Dalbergia cubilquitzensis (Donn. Sm.) Pittier
- Dalbergia cucullata Pittier
- Dalbergia cuiabensis Benth.
- Dalbergia cultrata Benth.
- Dalbergia cumingiana Benth.
- Dalbergia curtisii Prain
- Dalbergia cuscatlanica (Standl.) Standl.

## D
- Dalbergia dalzielii Hutch. & Dalziel
- Dalbergia darienensis Rudd
- Dalbergia davidii Bosser & R. Rabev.
- Dalbergia debilis J.F. Macbr.
- Dalbergia decipularis Rizzini & A. Mattos
- Dalbergia delphinensis Bosser & R. Rabev.
- Dalbergia densa Benth.
- Dalbergia densiflora (Benth.) Benth.
- Dalbergia discolor Blume
- Dalbergia dongnaiensis Pierre
- Dalbergia duarensis Thoth.
- Dalbergia duperreana Pierre
- Dalbergia dyeriana Harms

## E
- Dalbergia ealaensis De Wild.
- Dalbergia ecastaphyllum (L.) Taub.
- Dalbergia elegans A.M. Carvalho
- Dalbergia emirnensis Benth.
- Dalbergia enneaphylla Pittier
- Dalbergia entadoides Prain
- Dalbergia eremicola Polhill
- Dalbergia ernest-ulei Hoehne
- Dalbergia errans Craib
- Dalbergia erubescens Bosser & R. Rabev.

## F
- Dalbergia falcata Prain
- Dalbergia fischeri Taub.
- Dalbergia floribunda Craib
- Dalbergia florifera De Wild.
- Dalbergia foliolosa Benth.
- Dalbergia foliosa (Benth.) A.M. Carvalho
- Dalbergia forbesii Prain
- Dalbergia fouilloyana Pellegr.
- Dalbergia frutescens (Vell.) Britton
- Dalbergia funera Standl.
- Dalbergia fusca Pierre

## G
- Dalbergia gardneriana Benth.
- Dalbergia gentilii De Wild.
- Dalbergia gilbertii Cronquist
- Dalbergia glaberrima Bosser & R. Rabev.
- Dalbergia glabra (Mill.) Standl.
- Dalbergia glandulosa Benth.
- Dalbergia glaucescens (Benth.) Benth.
- Dalbergia glaucocarpa Bosser & R. Rabev.
- Dalbergia glaziovii Harms
- Dalbergia glomerata Hemsl.
- Dalbergia godefroyi Prain
- Dalbergia gossweileri Baker f.
- Dalbergia gracilis Benth.
- Dalbergia granadillo Pittier
- Dalbergia grandibracteata De Wild.
- Dalbergia grandistipula A.M. Carvalho
- Dalbergia greveana Baill.
- Dalbergia guttembergii A.M. Carvalho

## H
- Dalbergia hainanensis Merr. & Chun
- Dalbergia hancei Benth.
- Dalbergia havilandii Prain
- Dalbergia henryana Prain
- Dalbergia heudelotii Stapf
- Dalbergia hiemalis Malme
- Dalbergia hildebrandtii Vatke
- Dalbergia hirticalyx Bosser & R. Rabev.
- Dalbergia horrida (Dennst.) Mabb.
- Dalbergia hortensis Heringer & al.
- Dalbergia hoseana Prain
- Dalbergia hostilis Benth.
- Dalbergia hullettii Prain
- Dalbergia humbertii R. Vig.
- Dalbergia hupeana Hance
- Dalbergia hygrophila (Benth.) Hoehne

## I
- Dalbergia intermedia A.M. Carvalho
- Dalbergia intibucana Standl. & L.O. Williams
- Dalbergia inundata Benth.
- Dalbergia iquitosensis Harms

## J
- Dalbergia jaherii Burck
- Dalbergia junghuhnii Benth.

## K
- Dalbergia kerrii Craib
- Dalbergia kingiana Prain
- Dalbergia kisantuensis De Wild. & T. Durand
- Dalbergia kostermansii Sunarno & Ohashi
- Dalbergia kunstleri Prain
- Dalbergia kurzii Prain

## L
- Dalbergia lacei Thoth.
- Dalbergia lactea Vatke
- Dalbergia lakhonensis Gagnep.
- Dalbergia lanceolaria L. f.
- Dalbergia lastoursvillensis Pellegr.
- Dalbergia lateriflora Benth.
- Dalbergia latifolia Roxb.
- Dalbergia laxiflora Micheli
- Dalbergia lemurica Bosser & R. Rabev.
- Dalbergia librevillensis Pellegr.
- Dalbergia louisii Cronquist
- Dalbergia louvelii R. Vig.

## M
- Dalbergia macrosperma Baker
- Dalbergia madagascariensis Vatke
- Dalbergia malabarica Prain
- Dalbergia malangensis Sousa
- Dalbergia mammosa Pierre
- Dalbergia marcaniana Craib
- Dalbergia maritima R. Vig.
- Dalbergia martinii F. White
- Dalbergia mayumbensis Baker f.
- Dalbergia melanocardium Pittier
- Dalbergia melanoxylon Guill. & Perr.
- Dalbergia menoeides Prain
- Dalbergia microphylla Chiov.
- Dalbergia millettii Benth.
- Dalbergia mimosella (Blanco) Prain
- Dalbergia mimosoides Franch.
- Dalbergia miscolobium Benth.
- Dalbergia mollis Bosser & R. Rabev.
- Dalbergia monetaria L. f.
- Dalbergia monophylla G.A. Black
- Dalbergia monticola Bosser & R. Rabev.
- Dalbergia multijuga E. Mey.

## N
- Dalbergia negrensis (Radlk.) Ducke
- Dalbergia neoperrieri Bosser & R. Rabev.
- Dalbergia ngounyensis Pellegr.
- Dalbergia nigra (Vell.) Benth.
- Dalbergia nitida (Benth.) Hoehne
- Dalbergia nitidula Baker
- Dalbergia noldeae Harms
- Dalbergia normandii Bosser & R. Rabev.

## O
- Dalbergia oblongifolia G. Don
- Dalbergia obovata E. Mey.
- Dalbergia obtusifolia (Baker) Prain
- Dalbergia odorifera T.C. Chen
- Dalbergia oligophylla Hutch. & Dalziel
- Dalbergia oliveri Prain
- Dalbergia orientalis Bosser & R. Rabev.
- Dalbergia ovata Benth.

## P
- Dalbergia pachycarpa (De Wild. & T. Durand) De Wild.
- Dalbergia palo-escrito Rzed.
- Dalbergia parviflora Roxb.
- Dalbergia peguensis Thoth.
- Dalbergia peishaensis Chun & T. Chen
- Dalbergia peltieri Bosser & R. Rabev.
- Dalbergia pervillei Vatke
- Dalbergia pierreana Prain
- Dalbergia pinnata (Lour.) Prain
- Dalbergia pluriflora Baker f.
- Dalbergia polyadelpha Prain
- Dalbergia polyphylla Benth.
- Dalbergia prainii Thoth.
- Dalbergia pseudo-ovata Thoth.
- Dalbergia pseudo-sissoo Miq.
- Dalbergia pseudobaronii R. Vig.
- Dalbergia purpurascens Baill.

## R
- Dalbergia reniformis Roxb.
- Dalbergia reticulata Merr.
- Dalbergia retusa Hemsl.
- Dalbergia revoluta Ducke
- Dalbergia richardsii Sunarno & Ohashi
- Dalbergia riedelii (Benth.) Sandwith
- Dalbergia rimosa Roxb.
- Dalbergia riparia (Mart.) Benth.
- Dalbergia rostrata Hassk.
- Dalbergia rubiginosa Roxb.
- Dalbergia rufa G. Don
- Dalbergia rugosa Hepper

## S
- Dalbergia sacerdotum Prain
- Dalbergia sampaioana Kuhlm. & Hoehne
- Dalbergia sandakanensis Sunarno & Ohashi
- Dalbergia saxatilis Hook. f.
- Dalbergia scortechinii (Prain) Prain
- Dalbergia sericea G. Don
- Dalbergia setifera Hutch. & Dalziel
- Dalbergia simpsonii Rudd
- Dalbergia sissoides Wight & Arn.
- Dalbergia sissoo DC.
- Dalbergia spinosa Roxb.
- Dalbergia spruceana (Benth.) Benth.
- Dalbergia stenophylla Prain
- Dalbergia stercoracea Prain
- Dalbergia stevensonii Standl.
- Dalbergia stipulacea Roxb.
- Dalbergia suaresensis Baill.
- Dalbergia subcymosa Ducke
- Dalbergia succirubra Gagnep. & Craib

## T
- Dalbergia teijsmannii Sunarno & Ohashi
- Dalbergia teixeirae Sousa
- Dalbergia thomsonii Benth.
- Dalbergia thorelii Gagnep.
- Dalbergia tilarana N. Zamora
- Dalbergia tinnevelliensis Thoth.
- Dalbergia tonkinensis Prain
- Dalbergia travancorica Thoth.
- Dalbergia trichocarpa Baker
- Dalbergia tricolor Drake
- Dalbergia tsaratananensis Bosser & R. Rabev.
- Dalbergia tsiandalana R. Vig.
- Dalbergia tsoi Merr. & Chun
- Dalbergia tucurensis Donn. Sm.

## U
- Dalbergia uarandensis (Chiov.) Thulin
- Dalbergia urschii Bosser & R. Rabev.

## V
- Dalbergia vacciniifolia Vatke
- Dalbergia velutina Benth.
- Dalbergia verrucosa Craib
- Dalbergia viguieri Bosser & R. Rabev.
- Dalbergia villosa (Benth.) Benth.
- Dalbergia volubilis Roxb.
- Dalbergia wattii C.B. Clarke

## X
- Dalbergia xerophila Bosser & R. Rabev.
- Dalbergia yunnanensis Franch.

- Datos: Q16564017